# Haegiela
Haegiela é um género botânico pertencente à família Asteraceae.
A sua única espécie é Haegiela tatei, originária da Austrália.
Haegiela tatei foi descrita por (F.Muell.) P.S.Short & Paul G.Wilson, sendo sido publicada em Muelleria 7(2): 263. 1990.